# Écomusée des vignerons et artisans drouais
L'Écomusée des Vignerons et Artisans Drouais est situé à Dreux, dans le département français d'Eure-et-Loir, sur le site de l'ancien prieuré Saint-Thibault.
Après la découverte de deux celliers troglodytes du XIIe siècle en 1986 s'ensuivent quelques années de travaux et d'aménagements des locaux. L'association culturelle Flora Gallica ouvre son musée le 3 juin 1995. Il y présente ses celliers, des collections consacrées à la viticulture, à l'artisanat drouais et un jardin médiéval.

## Le site et son histoire
Au XIIe siècle, le comte de Dreux Robert Ier demande aux moines de l’abbaye cistercienne du Breuil-Benoît (située à Marcilly-sur-Eure) de fonder un prieuré conventuel à Dreux, au pied de son château (situé à l’emplacement de l’actuelle Chapelle royale) et de cultiver des vignes.
Au Moyen Âge, Dreux compte 250 ha de vignes et l’Eure-et-Loir 7 249 ha (contre moins d’un hectare en tout aujourd’hui). Le comte de Dreux possède six pressoirs banaux dont l’un est exploité au prieuré. Au XIIe siècle, un port est construit sur la Blaise : les bateaux rejoignent l’Eure et transportent le vin et autres marchandises vers Rouen, Paris ou l’Angleterre.
Les moines ont creusé dans le silex et la craie marneuse des caves voûtées renforcées d’arcs-doubleaux reposant sur des corbeaux de pierre dans le style ogival : ils ont utilisé des outils appelés « marnerons » dont on voit encore les entailles. Ces celliers servaient à stocker et à vendre le vin de la dîme ; L'un comporte des alvéoles latérales tandis que l'autre, plus riche architecturalement, possède des arcs formant des voûtes. Les habitants s’y réfugiaient en cas d’attaque. Dreux était une étape sur le chemin de Compostelle : des cartes roulées et déposées dans des trous pratiqués dans les impostes des voûtes étaient à la disposition des pèlerins. Certains d’entre eux ôtaient un peu de roche des murs, qu’ils emportaient en souvenir de leur étape. L'une des caves semble avoir été creusée pour abriter le pressoir banal dans la falaise crayeuse.
Les moines perçoivent la dîme sur les produits de la viticulture jusqu’à la Révolution française. En 1791, le prieuré est vendu comme bien national et transformé en ferme-auberge. La chapelle est rasée en 1852.
L'écomusée a réimplanté un vignoble en 1989 dans le parc des Bâtes et organise une fête des vendanges chaque année, début octobre.

## Le musée de la viticulture et de l'artisanat drouais
Dans la cour se trouve la reproduction grandeur nature d’une cabotière du XVe siècle, construite par des bénévoles. Ces bateaux pouvaient être utilisés en halage quand la profondeur était insuffisante. On trouve également la porte de la cave de la maison du percepteur du roi (incendiée en 1789 par les vignerons), un foudre de 7 150 litres, un tombereau, des grugeoirs, des pressoirs.
Une dépendance reconstitue l’habitat du XIXe siècle avec une écurie, un fournil, une buanderie et deux pièces à vivre.
L’intérieur abrite différentes collections.
La section du rez-de-chaussée est dédiée aux outils du vigneron et au travail de la vigne. Les vitraux qui y sont exposés sont des reproductions de ceux de la cathédrale de Chartres qui représentent, entre autres métiers, ceux de marchand de vin, de tonnelier et de vigneron. On y trouve une statue en plâtre et en bois du XVIIe siècle appelée « Notre-Dame de la grappe ». La première grappe de la vendange était déposée dans la main de la statue, ce qui était supposé porter chance. Initialement installée dans une rue de Dreux, elle fut vendue à un brocanteur parisien. Flora Gallica l’a rachetée au moyen d’une souscription.
Au premier étage sont exposés du linge et des outils de toilette anciens (fer à friser, dentelles), des vinarelles (aquarelles au vin) et des outils d’horloger.
Le « grenier des artisans » abrite différents espaces présentant les corps de métier traditionnels et leurs outils (sabotier, bourrelier, cordelier, forgeron, potier …). Une dernière salle reconstitue une apothicairerie.

## Le jardin médiéval
Au Moyen Âge, le prieuré Saint-Thibault possédait un jardin cultivé selon les règles d’Hildegarde de Bingen. L’écomusée a reconstitué sur le coteau un jardin médiéval avec des plantes anciennes, aromatiques, textiles et médicinales, sur une parcelle d’un peu moins de 600 m2.